# Łazy (Rymanów)
Pour les articles homonymes, voir Łazy.
Łazy est une localité polonaise de la gmina de Rymanów, située dans le powiat de Krosno en voïvodie des Basses-Carpates.